# Miejski Stadion Piłkarski Raków w Częstochowie
Miejski Stadion Piłkarski Raków – stadion piłki nożnej w Częstochowie, na którym spotkania rozgrywa klub RKS Raków Częstochowa. Obiekt znajduje się w dzielnicy Raków, przy ulicy Bolesława Limanowskiego 83.

## Historia

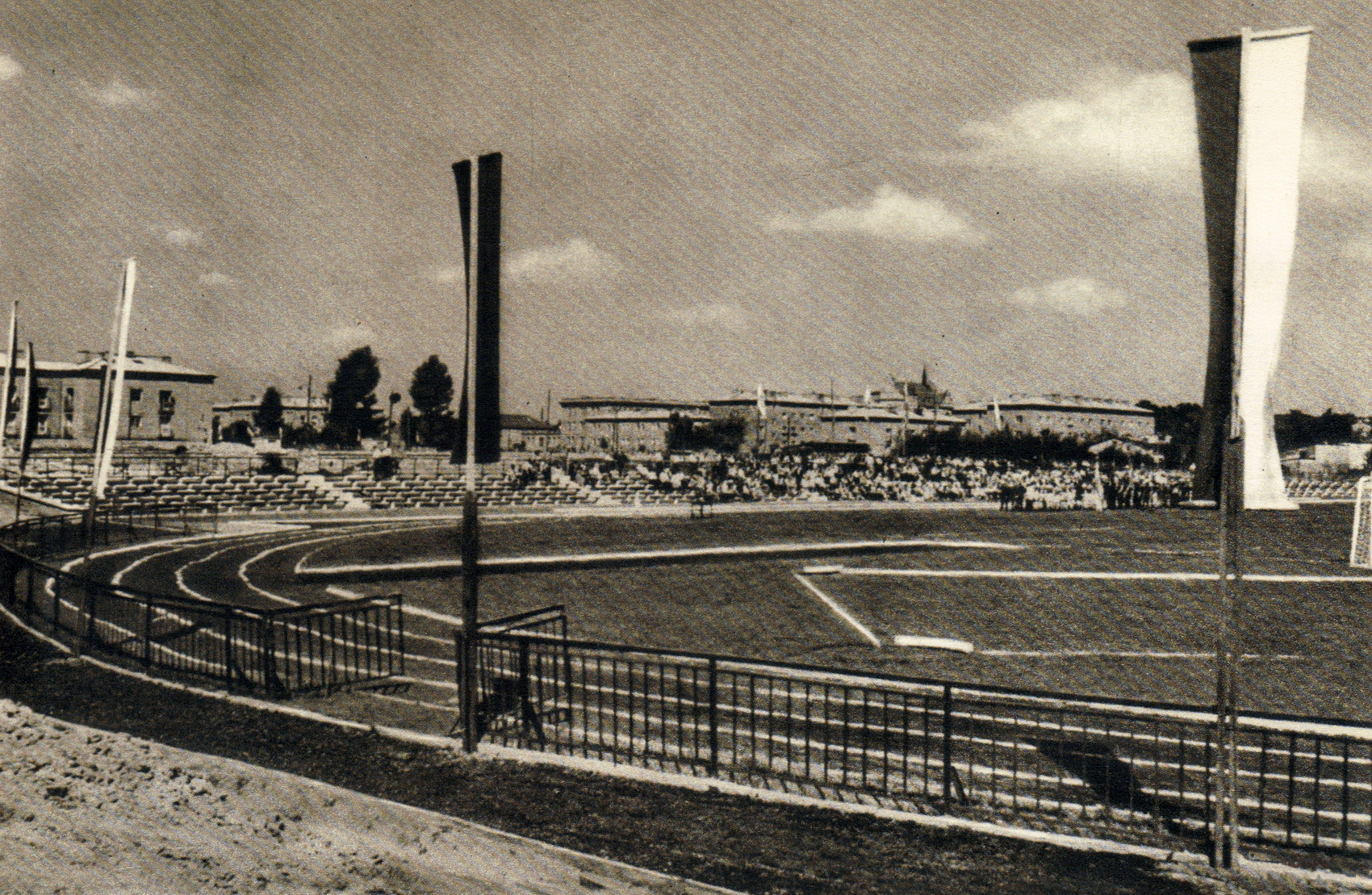
Stadion w 1958 r.

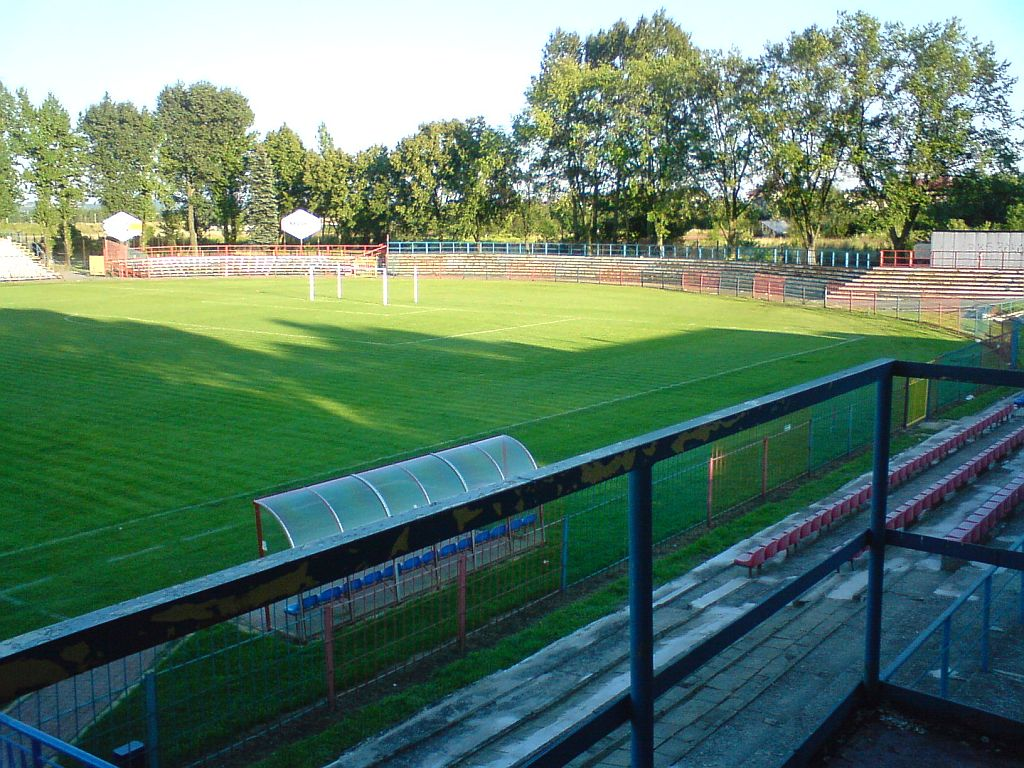
Stadion w 2008 r.

W 1951 z inicjatywy inż. Mariana Zdunkiewicza powołano Społeczny Komitet Budowy Stadionu. Obiekt zlokalizowany został przy ul. Obraniaka (obecnie ul. Limanowskiego) i oddany sportowcom 22 lipca 1955. Powstał z myślą o piłce nożnej i uprawianiu lekkoatletyki, dlatego wybudowano także bieżnię oraz skocznię lekkoatletyczną. Rok później oddano do użytku budynek klubowy z halą oraz boiska do koszykówki, siatkówki i korty tenisowe.
15 maja 1959 roku na stadionie była meta podetapu XII Wyścigu Pokoju. Pojemność obiektu wynosiła ok. 8000 osób. Właścicielem stadionu była Huta Częstochowa. W 2003 przekazała go miastu, do którego nadal należy.
Po 1985 wybudowano wieżę spikerską oraz boisko treningowe na wschód od stadionu.
Przed 2018 na stadionie znajdowały się 2064 miejsca siedzące (wg strony internetowej 90minut.plː 3424)ː 1300 na trybunie wschodniej, 660 na trybunie zachodniej, 104 na trybunie VIP. Trybuna dla kibiców przyjezdnych miała około 500 miejsc stojących. Boisko miało wymiary 110 × 75 m.
Po awansie drużyny Rakowa do I ligi w sezonie 2016/17 stadion został dostosowany do wymogów ligowych poprzez zadaszenie 588 miejsc, naprawę uszkodzonych trybun, wymianę siedzisk, a także zamontowanie sztucznego oświetlenia boiska. Ponadto powstały boiska treningowe z zapleczem.
Po remoncie w 2018 r. widownia stadionu mogła pomieścić 3942 osoby (4000). Wymiary płyty głównej boiska wynosiły 105 × 68 m. W lutym 2019 r. pojemność zwiększono do 4200 miejsc siedzących.
Wraz z awansem Rakowa do Ekstraklasy w sezonie 2018/2019 pojawiła się konieczność modernizacji stadionu w celu dostosowania do wymogów licencyjnych, ponieważ zespół zmuszony był rozgrywać swoje mecze na stadionie GKS Bełchatów w Bełchatowie. W tym celu w lipcu 2019 miasto ogłosiło przetarg na budowę Centrum Piłki Nożnej, jednak żadna z ofert nie mieściła się w zaplanowanym budżecie. Wobec tego w styczniu 2020 postępowanie zostało unieważnione i ogłoszono drugi przetarg na modernizację stadionu Rakowa. 21 lipca 2020 podpisano umowę z firmą InterHall, która złożyła najkorzystniejszą ofertę. Zadanie objęło rozbudowę trybun do 5500 miejsc (w tym tysiąc miejsc na zadaszonej trybunie zachodniej), instalację systemu ogrzewania murawy, a także przebudowę zaplecza. Wartość inwestycji wyniosła ponad 17 mln zł, z czego 10 mln zł stanowiło dofinansowanie z Ministerstwa Sportu.
23 kwietnia 2021 na będącym w trakcie modernizacji stadionie rozegrano mecz Ekstraklasy, w którym Raków wygrał 2:0 ze Śląskiem Wrocław. W momencie rozgrywania tego meczu na trybunach gotowych było 1000 miejsc. 3 września 2021 rozegrano pierwszy po remoncie mecz z udziałem publiczności. Raków wygrał 5ː2 z Fehérvár FC.
21 lipca 2022 na stadionie po raz pierwszy w historii rozegrano mecz europejskich pucharów. W ramach 2. rundy eliminacji Ligi Konferencji Europy Raków pokonał 5:0 drużynę FK Astana.
11 maja 2023 roku Prezes Rady Ministrów Mateusz Morawiecki zadeklarował działanie na rzecz rozbudowy stadionu pieniędzmi ze środków Skarbu Państwa, dzieląc koszt z Miastem Częstochowa